# Skobelka
Skobelka (ukrainisch Скобелка; russisch Скобелка, polnisch Skobełka oder älter Skobiełka) ist ein Dorf in der Westukraine mit etwa 1000 Einwohnern (2001).
Der Ort liegt am Flüsschen Mlyniwka (Млинівка) im Rajon Horochiw der Oblast Wolyn, etwa 2 Kilometer nordöstlich der Rajonshauptstadt Horochiw und 50 Kilometer südwestlich der Oblasthauptstadt Luzk.

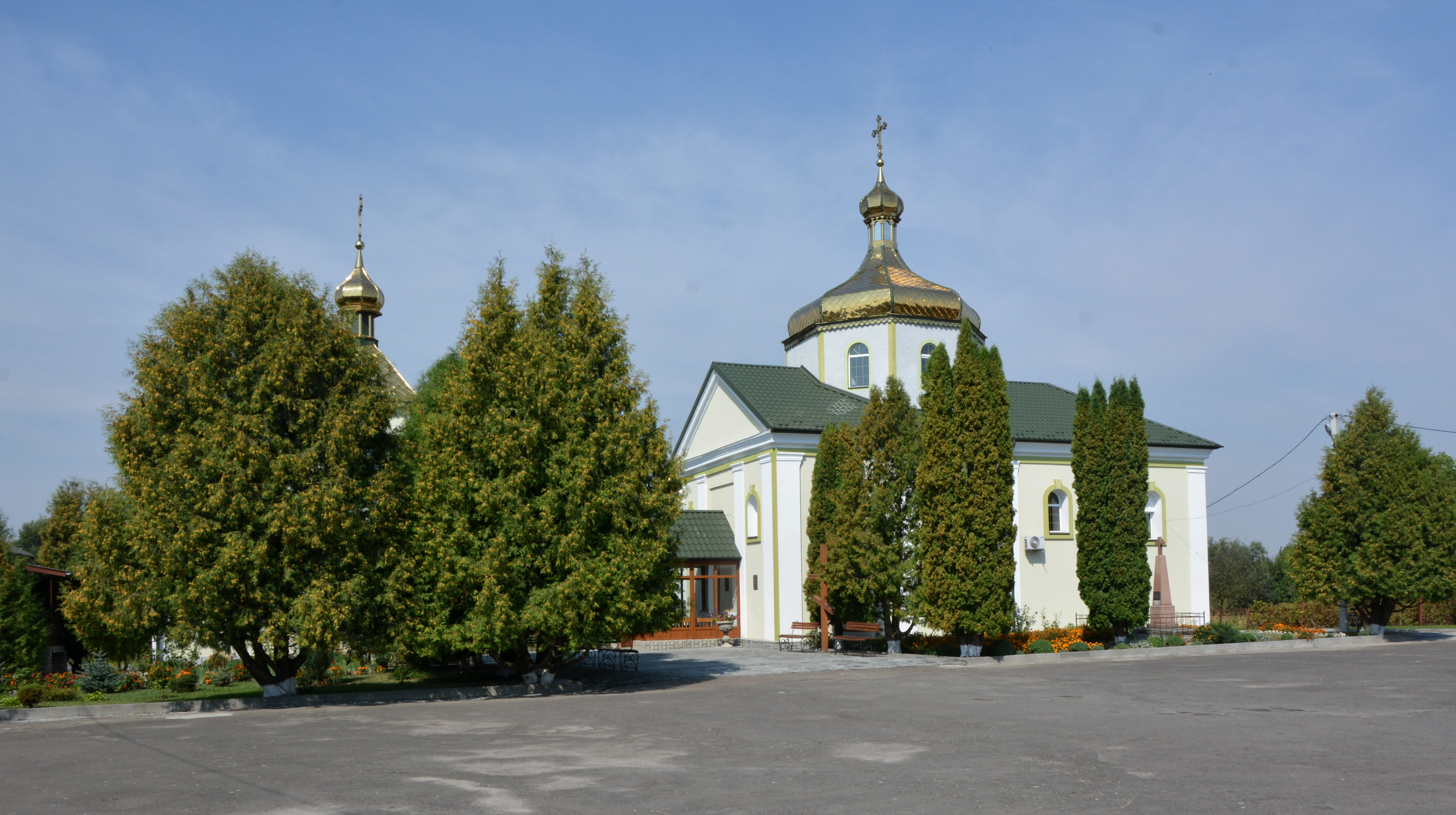
Kirche im Ort

Am 12. Juni 2020 wurde das Dorf ein Teil neu gegründeten Stadtgemeinde Horochiw; bis dahin bildete der Ort zusammen mit den Dörfern Bystrowyzja (Бистровиця) und Markowytschi (Марковичі) die Landratsgemeinde Skobelka (Скобелківська сільська рада/Skobelkiwska silska rada) im Westen des Rajons Horochiw.
Am 17. Juli 2020 wurde der Ort Teil des Rajons Luzk.

## Geschichte
Der Ort wird 1629 zum ersten Mal schriftlich erwähnt und gehörte bis 1793 zur Woiwodschaft Wolhynien in der Adelsrepublik Polen-Litauen. Mit den Teilungen Polens fiel der Ort an das Russische Reich und lag dort bis zum Ende des Ersten Weltkriegs im Gouvernement Wolhynien.
Nach dem Ersten Weltkrieg kam der Ort zu Polen (in die Woiwodschaft Wolhynien, Powiat Horochów, Gmina Skobełka). Im Zweiten Weltkrieg wurde er zwischen 1939 und 1941 von der Sowjetunion besetzt. Nach dem Überfall auf die Sowjetunion im Juni 1941 wurde er bis 1944 von Deutschland besetzt, dies gliederte den Ort in das Reichskommissariat Ukraine in den Generalbezirk Brest-Litowsk/Wolhynien-Podolien, Kreisgebiet Gorochow.
Nach dem Krieg wurde der Ort der Sowjetunion zugeschlagen. Dort kam das Dorf zur Ukrainischen SSR und seit 1991 ist es ein Teil der unabhängigen Ukraine.

## Persönlichkeiten
- Wacław Zawadowski, polnischer Maler